# Ludwig Nick

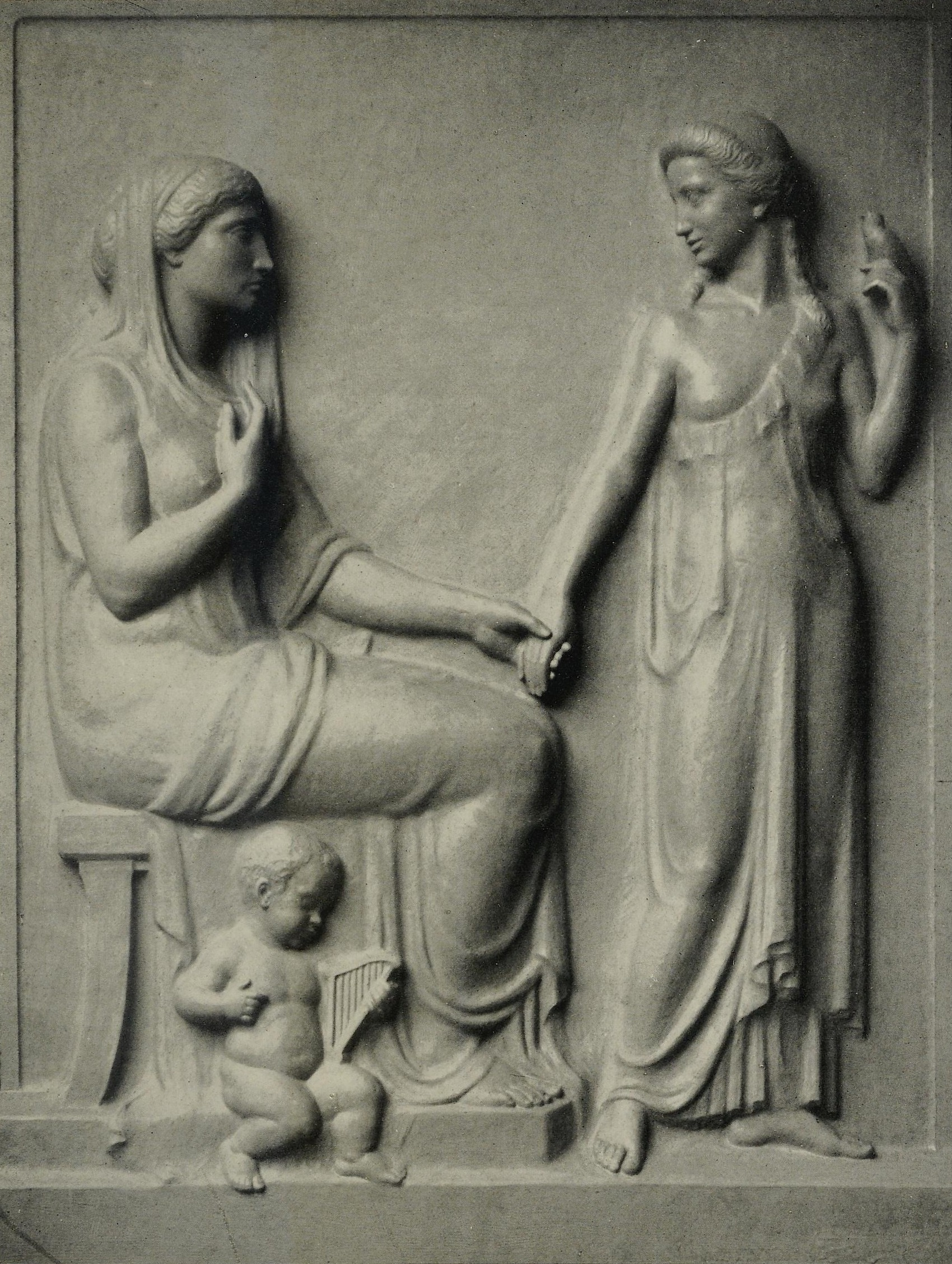
Grabdenkmal 1913 in den Niederlanden, geschaffen von Ludwig Nick

Ludwig Nick  (geb. 30. Januar 1873 in Münster; gest. Juli 1936 in Jena) war Bildhauer und Kunstprofessor in Weimar.

## Leben und Werk
Nick machte eine Stein- und Holzbildhauerlehre bei Heinrich Fleige in Münster. Er studierte an der Akademie in Karlsruhe und Berlin, wo er das Atelier von Max Esser übernahm. Im Jahre 1931 wurde er Professor in Weimar. Die Berufung kam sicher auf Vermittlung durch Paul Schultze-Naumburg zustande, der wiederum seit 1930 Direktor der Hochschulen für Baukunst, bildende Künste und Handwerk in Weimar auf Initiative von Wilhelm Frick war. Nick hatte sich bereits 1920 als Werkmeister für die Stein- und Holzbildhauerei am Bauhaus beworben. Erfolgreich war er wohl nicht damit. Zwischen 1927 und 1930 erwarb die Manufaktur Meissen diverse Modelle von Nick. Nick hatte 1908–1909 einen Aufenthalt in der „Villa Strohl-Fern“ (Rom-Preis, Stipendium der Dr. Paul Schultze-Stiftung 1908).
Vor dem Ersten Weltkrieg wurde ihm der Staatspreis für Künstler zuerkannt.

## Werke (Auswahl)
- Löwendenkmal der Universität Leipzig  von August Gaul (1869–1921) gestaltet und von Max Esser (1885–1945) und Ludwig Nick 1924 vollendet
- Storchenbrunnen (Gerstungen), 1932–1936
- Schmied von Essen, 1915
- Marmorintarsien im Blauen Saal von Dippelshof, 1912
- Grabdenkmal in den Niederlanden, 1913
- Figuren Schuhmarkt Nr. 8 (Parchim), 1935